# Антинаталізм
Антинатал́ізм (дав.-гр. ἀντί, дос. «проти» та  лат. natalis дос. «народження») — це філософський та етичний погляд, який негативно оцінює продовження роду. Антинаталісти стверджують, що люди повинні утримуватися від продовження роду, оскільки це аморально та неетично. У наукових і літературних працях висуваються різні етичні аргументи на захист антинаталізму. Наприклад, вчені стверджують, що продовження роду суперечить практичному імперативу Іммануїла Канта. Деякі з найбільш ранніх збережених формулювань ідеї про те, що було б краще не народитися, можна знайти в Стародавній Греції, давньогрецький поет і трагік Софокл сказав: «Найбільше, перше благо — зовсім не народжуватися, друге — народившись, померти якнайшвидше». Термін антинаталізм є протилежним до терміну наталізм або пронаталізм.